# Richard Yates (1815–1873)
Richard Yates, född 18 januari 1815 i Warsaw, Kentucky, död 27 november 1873 i Saint Louis, Missouri, var en amerikansk politiker. Han var den 13:e guvernören i delstaten Illinois 1861–1865. Han representerade dessutom Illinois i båda kamrarna av USA:s kongress.
Yates avlade 1835 kandidatexamen vid Illinois College. Han studerade därefter juridik vid Transylvania University i Kentucky. Han var ledamot av Illinois House of Representatives, underhuset i delstatens lagstiftande församling, 1842–1845 och 1848–1849. Han representerade whigpartiet i USA:s representanthus 1851–1855. Yates bytte parti till republikanerna på grund av sitt motstånd mot slaveriet. Som guvernör under amerikanska inbördeskriget fortsatte han på sin starka linje emot slaveriet. Efter kriget var han ledamot av USA:s senat 1865–1871.
Yates grav finns på Diamond Grove Cemetery i Jacksonville i Illinois. Sonen Richard, som också är begravd på samma begravningsplats, var guvernör i Illinois 1901–1905.